# Tata (automerk)

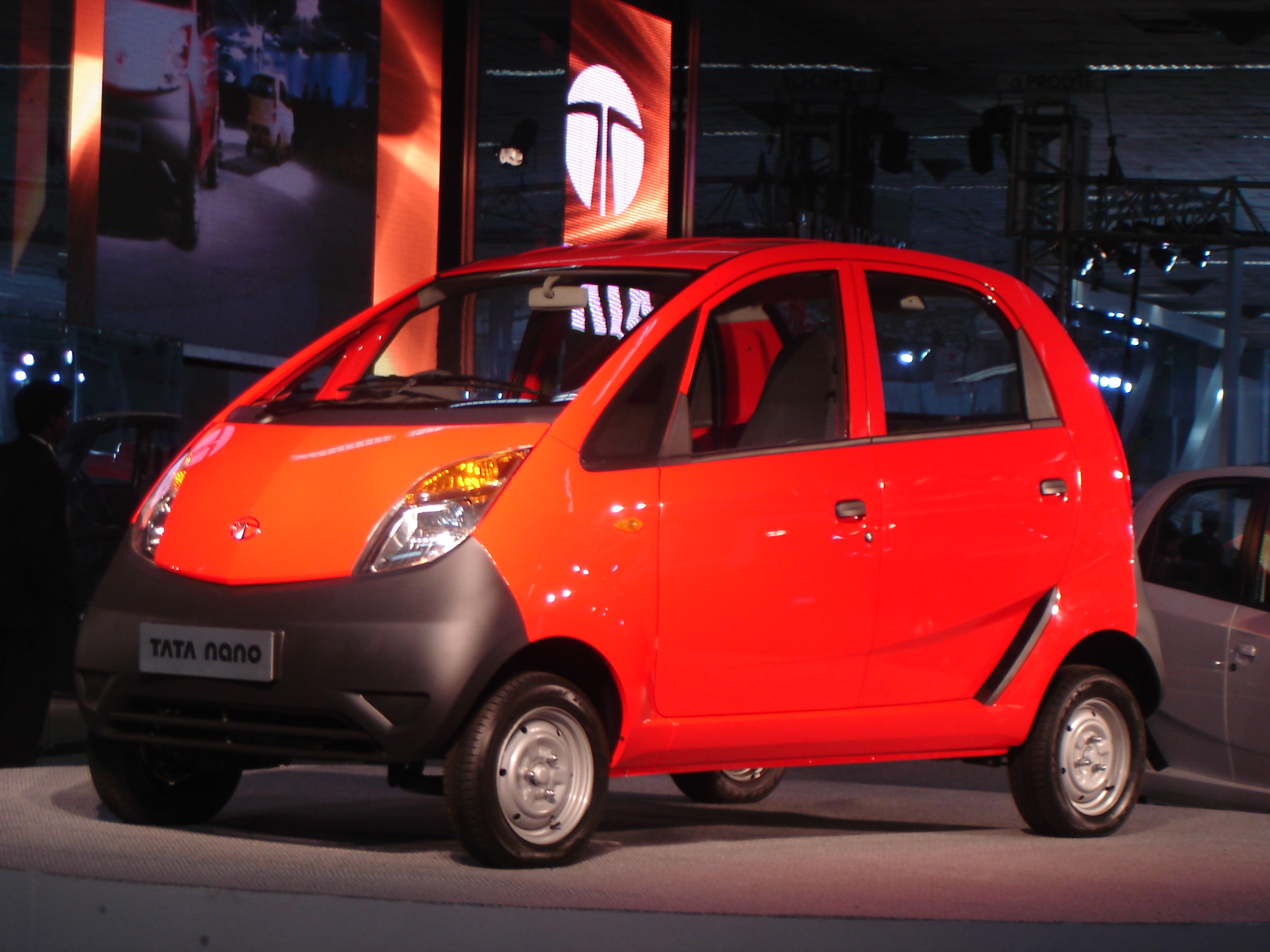
Tata Nano ("Standard" basisuitvoering)

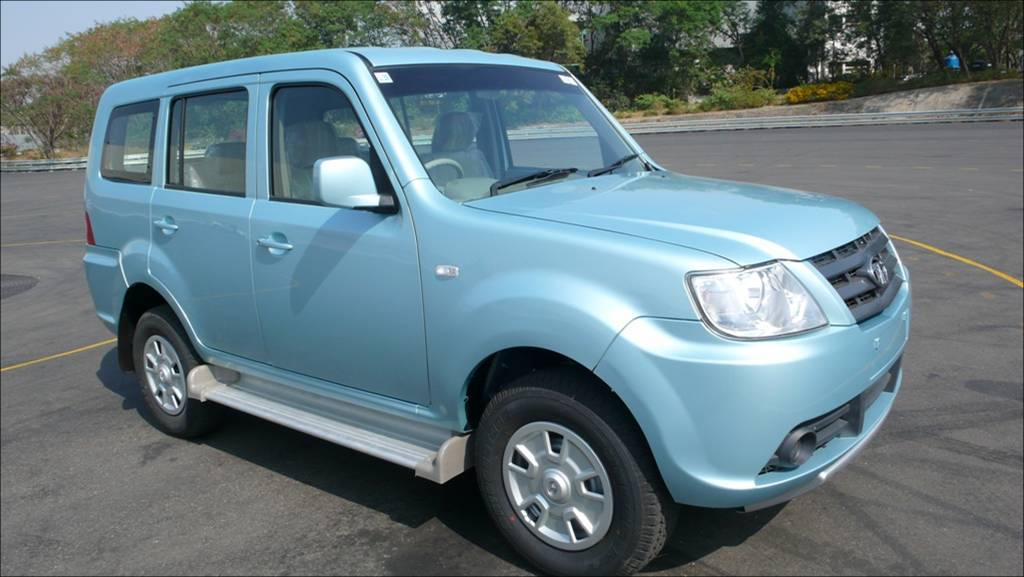
Tata Sumo Grande

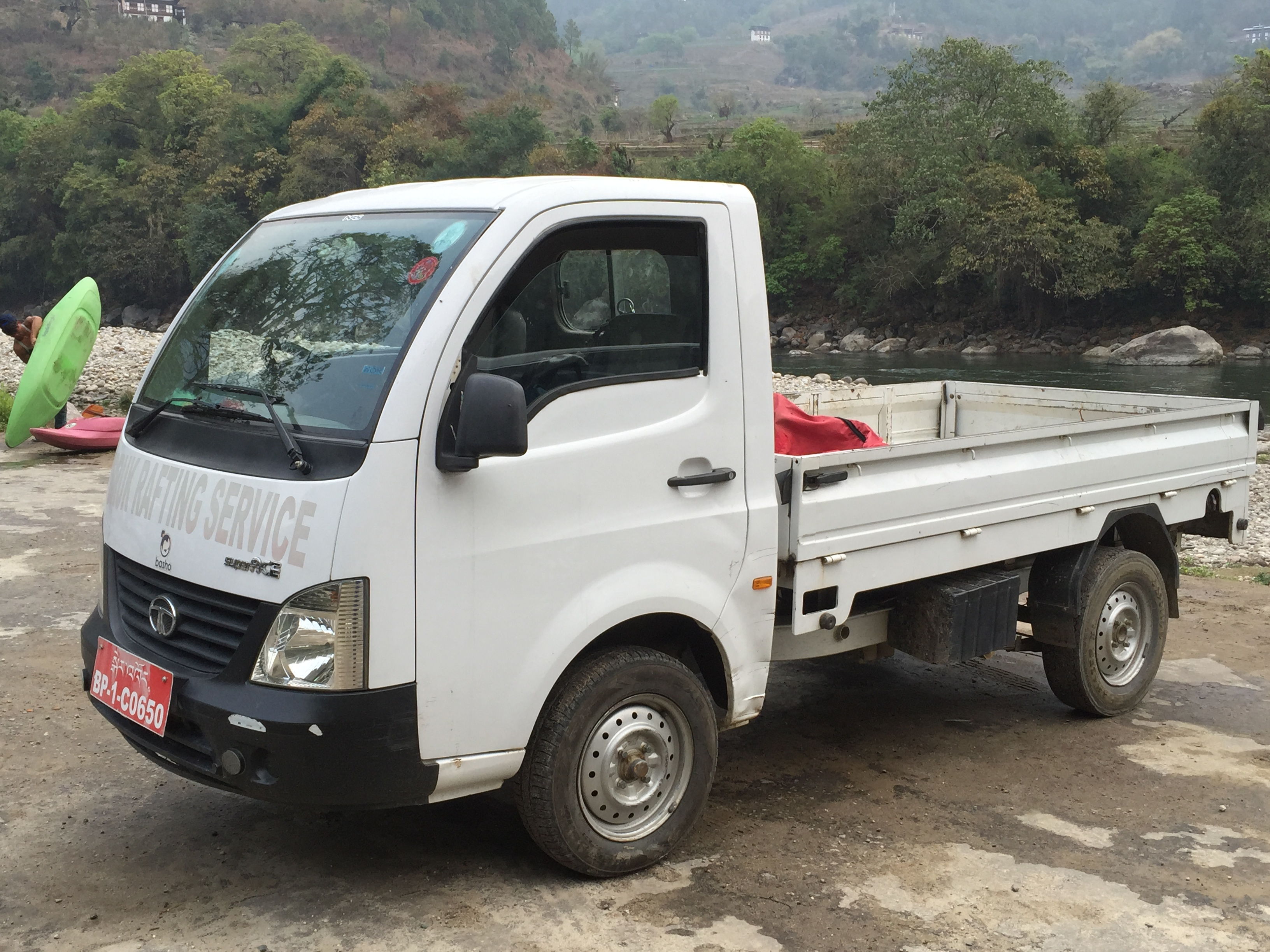
Tata Super Ace

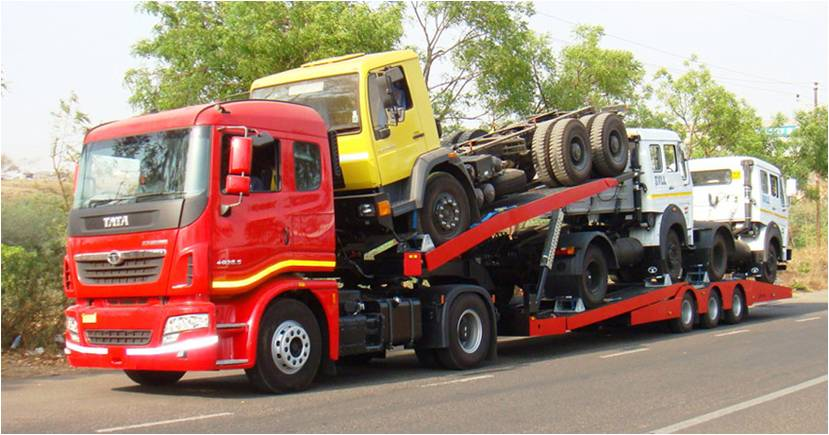
Tata Prima

Tata Motors Limited (Hindi: टाटा मोटर्स) is een Indiaas automerk, welke valt onder de Indiase conglomeraat Tata-groep. Vanaf 2008 is het ook de eigenaar van Jaguar Land Rover.

## Geschiedenis
Tata Motors werd op 1 september 1945 opgericht, toen nog onder de naam Tata Locomotive and Engineering Company Limited. Het begon als een fabrikant van stoomlocomotieven, maar de productie hiervan werd in 1971 gestaakt. Vanaf 1954 maakt het ook motorvoertuigen, in het begin werkte het nauw samen met Daimler AG. Deze samenwerking kwam in 1969 ten einde.
Tata maakte alleen bedrijfswagen tot 1991 en vanaf dat jaar werden personenwagens aan het assortiment toegevoegd. Het maakt onderdeel uit van de Tata-groep. De geschiedenis van Tata-groep gaat terug tot 1868. Tot 1961 werden de voertuigen alleen in India afgezet, maar tegenwoordig is het wereldwijd actief. In maart 2004 werd Daewoo Commercial Vehicle overgenomen en dit bedrijf is verder gegaan als Tata Daewoo Commercial Vehicle. In september 2004 kreeg het een beursnotering op de New York Stock Exchange (NYSE) als eerste Indiase autofabrikant. In januari 2023 is de notering van de American Depositary receipts op de NYSE gestaakt.
Tata Motors werkte samen met het Rover, onder meer bij de ontwikkeling van de Rover CityRover. Eind 2007 nam Tata de merken Jaguar en Land Rover over van Ford voor 1,3 miljard pond. De twee Britse bedrijven telden op het moment van de overname zo'n 16.000 werknemers. Ze vormen het premium segment van Tata en zijn gebundeld in Jaguar Land Rover. In het Groot-Brittannië zijn er productievestigingen in Solihull, Castle Bromwich, Halewood en een motorenfabriek in Wolverhampton.
Eind juli 2025 werd bekend dat Iveco, met uitzondering van de defensie-activiteiten, wordt overgenomen door Tata Motors. De raad van bestuur van Iveco staat achter het bod van € 14,10 per aandeel. De twee bedrijven vullen elkaar aan, ze zijn actief in andere geografische markten en de fabrieken staan in twee separate regio’s. De combinatie zal jaarlijks ongeveer 540.000 vrachtwagens verkopen. De totale omzet zal circa € 22 miljard gaan bedragen, waarvan de helft in Europa, een derde in India en een zesde in Noord- en Zuid-Amerika.

## Activiteiten
Bij het bedrijf werken zo'n 73.000 mensen, waarvan iets meer dan de helft in India. De belangrijkste fabrieken staan in India, Verenigd Koninkrijk, Italië, Verenigde Staten en Zuid-Korea. Per jaar worden meer dan een miljoen voertuigen verkocht en de omzet was ruim US$ 36 miljard in het boekjaar 2022. Tata Motors heeft een gebroken boekjaar dat loopt van 1 april tot en met 31 maart.
Het verkoopt een breed scala aan voertuigen, waaronder vrachtwagens, bestelwagens, bussen, militaire voertuigen en personenwagens in het goedkope en luxe segment. Ze worden verkocht onder de merknamen: Tata Motors, Tata Daewoo, Jaguar en Land Rover. In het gebroken boekjaar 2021-22 werden ruim 1,0 miljoen voertuigen verkocht waarvan 0,4 miljoen personenwagens. Jaguar Land Rover verkocht 0,3 miljoen exemplaren. De voertuigen van Jaguar Land Rover zijn gemiddeld veel duurder dan die van Tata, in de volumeverkopen is het aandeel van zo'n 30%, maar gemeten in geld heeft Jaguar Land Rover een omzetaandeel van 70% in het totaal.
India is veruit de belangrijkste afzetmarkt, hier werden in 2022 zo'n 693.000 voertuigen verkocht. Het marktaandeel in India voor personenwagens is 12,5%, maar voor vrachtwagens en bussen heeft Tata de helft van de markt in handen.
Het merk Tata, ook wel bekend als Tata-Telco, wordt in Europa voornamelijk verkocht als terreinautomerk.
De aandelen Tata Motors staan genoteerd aan de BSE (Bombay Stock Exchange) en NSE (National Stock Exchange) in India. Per 31 maart 2021 had Tata Sons direct en indirect 46% van de aandelen van Tata Motors in handen.

## Huidige modellen
- Ace
- Indica
- Indigo
- LCV
- Magic
- MHCV
- Nano
- Safari
- Sumo
- Tata Pixel
- TL (Telcoline)
- Winger
- Xenon
- B-Line
- Grand Safari
- Marina
- Dicor
- Pick-UP
- T35

## Oudere modellen
- Estate
- Sierra (Telcosport)
- Spacio

## Verkoopcijfers
De totale verkoopcijfers van vracht- en personenwagens in stuks van Tata Motors, exclusief de merken Jaguar en Land Rover en de Chinese joint venture. De cijfers hebben betrekking op de gebroken boekjaren, 2022 betreft de periode van 1 april 2021 tot en met 31 maart 2022.